# Cristóbal Ortega
Cristóbal Ortega (Cidade do México, 25 de julho de 1956 – 2 de janeiro de 2025) foi um futebolista e treinador de futebol mexicano

## Carreira
Orte fez parte do elenco da Seleção Mexicana de Futebol que competiu nas Copas do Mundo FIFA de 1978 e 1986.